# Giorgio Strehler
Giorgio Strehler (Trieste, 14 agosto 1921 – Lugano, 25 dicembre 1997) è stato un regista teatrale e direttore artistico italiano.

## Biografia
Nacque a Trieste nel 1921, figlio di Bruno, di origini viennesi, e di Albertina Lovrich, nata a Zara. Figura della storia del teatro, frequentò l'Accademia dei Filodrammatici di Milano sotto la guida di Gualtiero Tumiati, diplomandosi nel 1940. Con l'entrata in guerra dell'Italia, il futuro regista si rifugia a Mürren, in Svizzera, utilizzando il cognome francese della nonna, Firmy. A Mürren fu scritto il prologo di una grande pagina del cinema italiano: Dino Risi, Giorgio Strehler e Franco Brusati, durante il loro internamento, diedero vita ad un sogno comune e fondarono un Cine Club.
Nel 1944 viene catturato dai nazifascisti e incarcerato per sette giorni.
Questa esperienza ha ispirato la canzone Ma mi..., di cui ha composto il testo, musicato da Fiorenzo Carpi.
Giorgio Strehler ha dichiarato che Ma mi... non è una canzone della Resistenza, ma una canzone che parla della resistenza, del non tradire, del sapere resistere e dire di no.

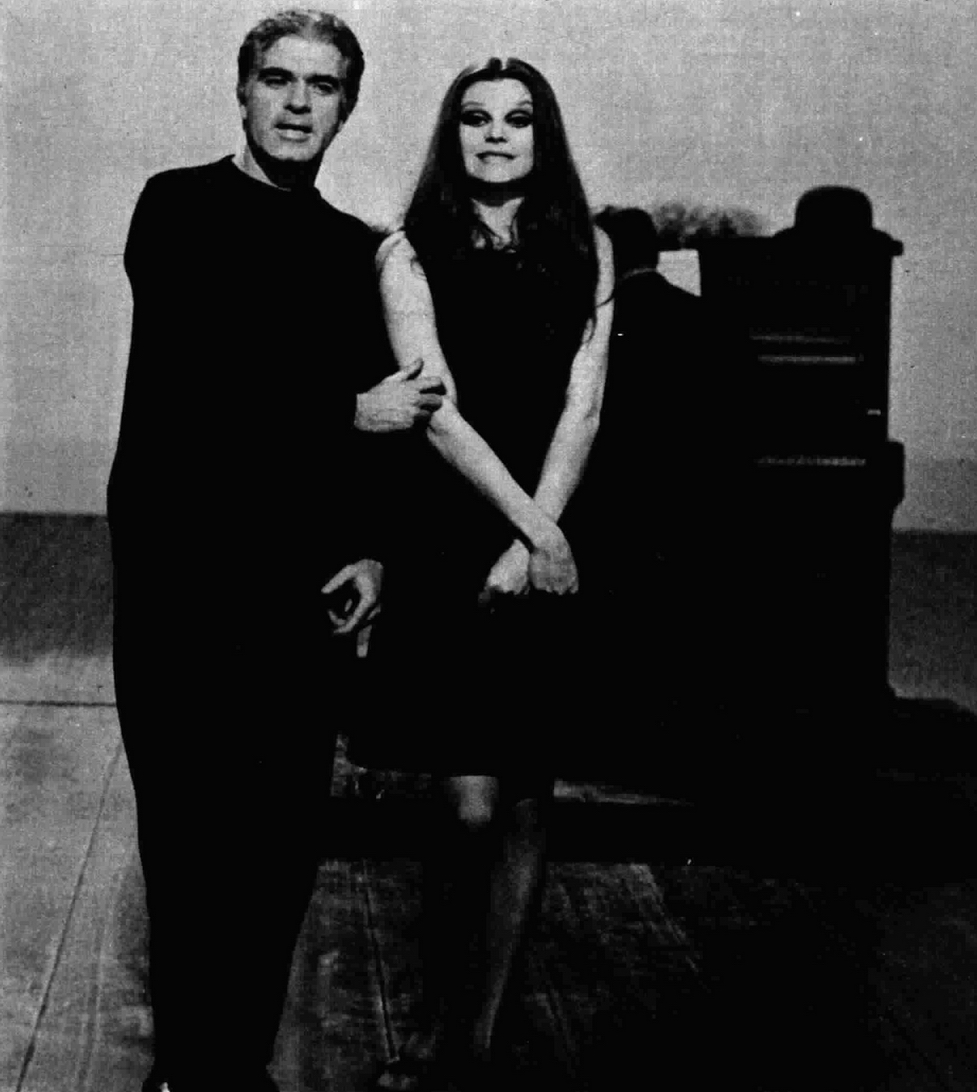
Strehler in scena con Milva nel 1968

Strehler fondò, insieme a Nina Vinchi e Paolo Grassi, il Piccolo Teatro di Milano, situato in via Rovello ed inaugurato il 14 maggio 1947 con lo spettacolo L'albergo dei poveri di Maksim Gor'kij. Nella sua lunga attività, Strehler si collega alla tradizione italiana ed europea, e alle più recenti teorie novecentesche dell'arte drammatica, con riferimento alle lezioni, tra gli altri, di Bertolt Brecht, Antonin Artaud e Louis Jouvet. Attenzione viene data all'uso dello spazio scenico, dei ritmi spettacolari e all'illuminazione.
In accordo con la categoria proposta da Luigi Squarzina e accolta dalla teatrografia successiva, il lavoro di Strehler rientra nei canoni della "regia critica": nei suoi spettacoli il regista cerca di restituire dignità al passato eseguendo un'interpretazione rispettosa del testo e della volontà dell'autore. Attraverso un approfondito lavoro di ricerca storica, egli cerca di raggiungere lo spirito originario dell'opera, ripulendola dei cascami della tradizione. Nel centro dell'interesse del regista sono sempre la storia, l'essere umano e le sue azioni. Nel 1971 gli è stato conferito il premio San Giusto d'Oro dai cronisti del Friuli-Venezia Giulia.
Nel 1985 verrà arrestato per detenzione di stupefacenti, uso che riguarderà anche Ornella Vanoni.
Fra i suoi più  strenui difensori vi fu l'attore dialettale ed amico Piero Mazzarella. Da questo fatto sarà  in seguito completamente scagionato ammettendo l'uso personale per motivi di salute. In quello stesso anno il governo francese gli mette a disposizione il Teatro Odeon: diverrà Il Teatro d'Europa, che dirigerà, avendo per collaboratori il critico Renzo Tian e il "teatrologo" croato (jugoslavo, all'epoca) e regista Peter Selem. Nel 1990, il passo successivo, con la fondazione, assieme a Jack Lang, dell'Unione dei Teatri d'Europa, un'associazione a scopo culturale, con la volontà di fondere esperienze teatrali comunitarie sotto il segno degli scambi culturali. Nello stesso anno gli viene assegnato il premio Europa per il teatro. Fu parlamentare europeo del Partito Socialista Italiano, subentrato nel settembre 1983 a Bettino Craxi. Nel 1987 venne eletto al Senato con la Sinistra indipendente. È stato insignito della Legion d'onore (la massima onorificenza attribuita dalla Repubblica Francese) dall'allora presidente François Mitterrand. Regolarmente tornava a soggiornare a Lugano nel suo appartamento nel quartiere di Castagnola con vista sul golfo del Ceresio.
Il 23 novembre 1992 ha ricevuto dall'Università degli Studi di Pavia una laurea honoris causa in lettere. Nel 1993 verrà processato dal Tribunale di Milano, su richiesta del pubblico ministero Fabio De Pasquale, con l'accusa di truffa e malversazione relativa all'utilizzo di contributi del Fondo sociale europeo. Nel 1995 verrà completamente scagionato ed assolto in quanto "il fatto non sussiste". Il procedimento giudiziario aveva determinato una forte reazione dell'artista, che aveva annunciato "mi dimetto da italiano" trasferendosi a Lugano ed annunciando che sarebbe rientrato in Italia solo da innocente.
Morì a Lugano la notte di Natale del 1997, durante le prove del Così fan tutte. Questa sarebbe stata la sua prima regia al nuovo Piccolo Teatro di largo Greppi, che egli non inaugurerà mai. I funerali con grande partecipazione di cittadini e di autorità si svolsero due giorni dopo a Milano partendo dalla sede di via Rovello del Piccolo Teatro. Le sue ceneri sono conservate nel cimitero monumentale di Sant'Anna, a Trieste, sua città natale.

## Omaggi
Il 10 ottobre 2005 gli è stata dedicata la via attigua al Politeama Rossetti a Trieste.
In occasione del decennale della morte, il comune di Trieste ha realizzato un'esposizione dedicata al profilo "privato" del regista. Ideata da Roberto Canziani, l'esposizione comprende oggetti e fotografie personali, lettere, libri, documenti privati, giocattoli d'infanzia donati dalle eredi, Andrea Jonasson e Mara Bugni, e custoditi adesso nel "Fondo Strehler" del Civico Museo teatrale Carlo Schmidl.
La ricerca sulle radici viennesi e balcaniche delle famiglie Strehler (linea paterna) e Lovrich (linea materna) permette di far luce sulla formazione intellettuale e civile dell'artista, e mette in rilievo tratti finora poco noti della sua personalità. Oggi il teatro di largo Greppi, che ne salutò le spoglie con l'ouverture di Così fan tutte il giorno dei funerali, si chiama "Teatro Giorgio Strehler".

## Teatro

### Regista

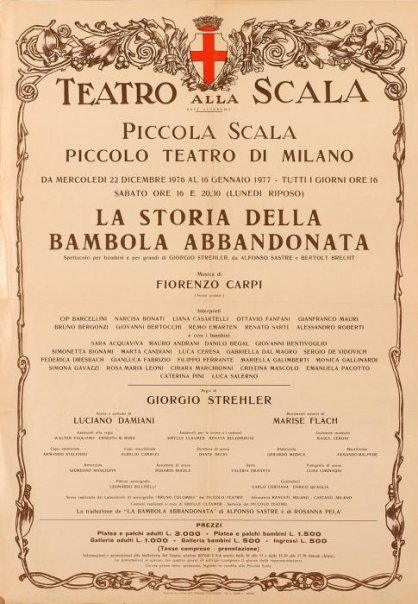
Strehler-Sastre-Brecht, La storia della bambola abbandonata, locandina

- La rivolta dei poveri di Dino Buzzati, Teatro Excelsior di Milano (1946)
- L'albergo dei poveri di Maksim Gor'kij (1947)
- Arlecchino servitore di due padroni[17] di Carlo Goldoni
- I giganti della montagna di Luigi Pirandello (in 3 edizioni: 1947, 1966, 1994)
- La Tempesta (I edizione) di William Shakespeare (1947)
- Riccardo II di William Shakespeare (1948)
- Il corvo di Carlo Gozzi (1948)
- Giulio Cesare di William Shakespeare (1953)
- La trilogia della villeggiatura di Carlo Goldoni (1954)
- La casa di Bernarda Alba di Federico García Lorca (1955)
- Il giardino dei ciliegi di Anton Čechov (in 2 edizioni: 1955 e 1974)
- El nost Milan di Carlo Bertolazzi (in 2 edizioni: 1955 e 1979)
- Tre quarti di luna di Luigi Squarzina (1955)
- L'opera da tre soldi di Bertolt Brecht (in 2 edizioni: 1956 e 1972)
- Coriolano di William Shakespeare (1957)
- Platonov e gli altri di Anton Čechov, Piccolo Teatro di Milano (1958)
- L'anima buona di Sezuan di Bertolt Brecht (in 3 edizioni: 1958, 1980 con Massimo Ranieri e 1996)
- Platonov di Anton Čechov (1959)
- L'egoista di Carlo Bertolazzi (1960)
- La visita della vecchia signora di Friedrich Dürrenmatt (1960)
- Vita di Galileo di Bertolt Brecht (1963)
- Le baruffe chiozzotte di Carlo Goldoni (1964)
- Il gioco dei potenti, tratto da Enrico VI di William Shakespeare (1965)
- Santa Giovanna dei Macelli di Bertolt Brecht (1970)
- Re Lear di William Shakespeare (1972)
- Il campiello di Carlo Goldoni (1975)
- La storia della bambola abbandonata di Giorgio Strehler, Piccola Scala di Milano, 22 dicembre 1976.
- La Tempesta (II edizione) di William Shakespeare, Teatro Lirico di Milano (1978-1979)
- Temporale di August Strindberg (1980)
- Giorni felici di Samuel Beckett (1982)
- L'illusion di Pierre Corneille (1984, Paris, Odéon Théâtre de l'Europe)
- La grande magia di Eduardo De Filippo (1985)
- Elvira, o della passione teatrale di Louis Jouvet (1987)
- Come tu mi vuoi di Luigi Pirandello (1988)
- Faust di Wolfgang von Goethe (1988)
- L'isola degli schiavi di Pierre de Marivaux, con Massimo Ranieri (1994)

### Attore
- L'uomo dal fiore in bocca (1943)
- L'albergo dei poveri (1947)
- Elvira, o della passione teatrale (1987)
- Faust (1988)

## Opera lirica
- Giovanna d'Arco al rogo di Arthur Honegger, con Sarah Ferrati, Teatro Lirico di Milano (1946)
- La traviata di Giuseppe Verdi, diretta da Tullio Serafin, con Margherita Carosio, Giovanni Malipiero ed Ugo Savarese, Teatro alla Scala di Milano (1947)
- L'amore delle tre melarance di Sergej Sergeevič Prokof'ev, con Emilio Renzi, Gino Del Signore, Scipio Colombo, Raffaele Arié ed Enrico Campi, Teatro alla Scala di Milano
- Lulu di Alban Berg, Festival internazionale di musica contemporanea di Venezia (1949)
- La serva padrona di Giovanni Battista Pergolesi, Teatro alla Scala di Milano, riprese il 26 dicembre 1951.
- La favola del figlio cambiato di Gian Francesco Malipiero (1952)
- L'angelo di fuoco di Sergej Sergeevič Prokof'ev, Festival internazionale di musica contemporanea di Venezia (1955)
- Il matrimonio segreto, melodramma in 2 atti, 5 quadri e 20 numeri di Domenico Cimarosa, inaugurazione della Piccola Scala di Milano con la prima rappresentazione il 26 dicembre 1955.
- Histoire du soldat di Igor' Stravinskij (1957)
- Il cappello di paglia di Firenze di Nino Rota (1958)
- Histoire du soldat, balletto in 2 parti, 6 scene e 11 numeri per recitanti, danzatrice e 7 strumenti di Igor' Stravinskij, Piccola Scala, riprese il 21 maggio 1962.
- Ascesa e caduta della città di Mahagonny di Kurt Weill (1964)
- Il ratto dal serraglio, in 3 atti e 28 scene di Wolfgang Amadeus Mozart, Kleines Festspielhaus di Salisburgo, prima rappresentazione il 28 luglio 1965.
- Cavalleria rusticana di Pietro Mascagni, diretta da Herbert von Karajan, Teatro alla Scala di Milano (1966)
- Fidelio di Ludwig van Beethoven, Maggio Musicale Fiorentino (1969)
- Simon Boccanegra di Giuseppe Verdi (1971)
- Le nozze di Figaro di Wolfgang Amadeus Mozart, Parigi (1973)
- Il flauto magico di Wolfgang Amadeus Mozart, diretto da Herbert von Karajan, Festival di Salisburgo (1974)
- Macbeth di Giuseppe Verdi, diretto da Claudio Abbado, Teatro alla Scala di Milano (1975)
- Falstaff di Giuseppe Verdi, diretto da Lorin Maazel, Teatro alla Scala di Milano (1980)
- Lohengrin di Richard Wagner, diretto da Claudio Abbado, Teatro alla Scala di Milano (1981)
- Don Giovanni di Wolfgang Amadeus Mozart, diretto da Riccardo Muti, Teatro alla Scala di Milano (1987)
- Così fan tutte di Wolfgang Amadeus Mozart, inaugurazione del nuovo Piccolo Teatro di Milano (1997)

## Opere letterarie

### Scritti, note di regia, interviste
Le date si riferiscono alla pubblicazione.
- L'opera da tre soldi di Bertolt Brecht e Kurt Weill, 1961.
- Schweyk nella seconda guerra mondiale di Bertolt Brecht, a cura di Luigi Lunari e Raffaele Orlando, 1962.
- Il re Lear di Shakespeare, 1973.
- Santa Giovanna dei macelli di Brecht, 1974.
- Per un teatro umano. Pensieri scritti, parlati e attuati, Giangiacomo Feltrinelli Editore, Milano, 1974.
- Io, Strehler. Una vita per il teatro., Rusconi, 1986.
- Shakespeare, Goldoni, Brecht, Edizioni Piccolo Teatro di Milano/Teatro d'Europa, 1988.
- Inscenare Shakespeare, Bulzoni Editore, 1992.
- Lettere sul teatro, Archinto, 2000.
- Due volte sola. Tre soggetti cinematografici, Nino Aragno Editore, 2000.
- La storia della bambola abbandonata da Alfonso Sastre e Bertolt Brecht, Archinto Editore, 2001.
- Intorno a Goldoni. Spettacoli e scritti, a cura di Flavia Foradini, Ugo Mursia Editore, 2004
- Memorie. Copione da Carlo Goldoni, Le Lettere Editore, 2005.
- Il Maestro e il suo dottore. Strehler, Milano, il Piccolo, Edizioni Melquìades, 2007
- Nessuno è incolpevole, Melampo 2007.
- Strehler privato. Carattere affetti passioni, a cura di Roberto Canziani, contributi e catalogo della mostra, Edizioni Comune di Trieste, 2007.
- Mémoires. Sceneggiature per l'originale televisivo sulla vita di Carlo Goldoni, a cura di Paolo Quazzolo, Marsilio, 2013.
- Lettere agli italiani, a cura di Giovanni Soresi, il Saggiatore, Milano, 2021.

## Riconoscimenti
- Premio Ubu
  - 1979/1980 – Miglior spettacolo per Temporale di August Strindberg
- Premio Europa per il teatro
  - 1990[18]
- Premio Flaiano Sezione teatro
  - 1995[19] – Alla carriera

## Premio Europa per il Teatro
Nel 1990 fu insignito, a Taormina, del III Premio Europa per il teatro, con la seguente motivazione:
L’opera di Giorgio Strehler, al quale la giuria ha attribuito all’ unanimità il Premio Europa per il Teatro 1990, è una pietra angolare dell'edificio del teatro europeo così come si è andato configurando nel dopoguerra.

Opera non soltanto di regista, ma di direttore e animatore, attore, scrittore, traduttore, pedagogo, propugnatore di una globale "idea di teatro" radicata nel tessuto sociale e politico, che si è riverberata sull'intera cultura teatrale europea. Diversi aspetti di una personalità che convergono nella unicità di un’azione costantemente tesa alla costruzione delle strutture di un teatro europeo, inteso come laboratorio comune di iniziative ed esperienze, manifestatasi prima nel Piccolo Teatro di Milano poi nella fondazione nel primo organismo teatrale europeo, quel Théâtre de l’Europe di cui Strehler fu chiamato ad assumere la responsabilità, oggi dilatata a una dimensione ancora più vasta nel quadro delle trasformazioni che hanno investito il nostro continente e di cui la cultura teatrale è stato uno dei propulsori.